# ماريا دوبروفا
ماريا دميتريفا دوبروفا (1907-1962) (بالروسية: Мария Дмитриевна Доброва) هي ضابطة بالمخابرات العسكرية السوفيتية، وقائد بالجيش السوفيتي، ضابطة بمديرية المخابرات الرئيسية، كانت تعمل بشكل غير قانوني في الولايات المتحدة.

## مسيرتها
ولدت ماريا دوبروفا في مينسك بروسيا في عام 1907. عملت مترجمة للمستشارين العسكريين السوفيت خلال الحرب الأهلية الإسبانية 936-1939.
عملت ممرضة في المستشفى خلال الحرب العالمية الثانية في لينينغراد.
في عام 1951 دعيت للعمل في مديرية المخابرات الرئيسية في الجيش السوفيتي (GRU).
بعد تدريب خاص، ذهبت تحت اسم غلين موريرو بودتسكي (Glen Morrero Podtseski) إلى الولايات المتحدة في مايو 1954. في مدينة نيويورك، افتتحت مرافق اللياقة البدنية الخاصة بها. في وقت قصير أصبح الصالون مؤسسة محترمة. وزار صالون التجميل في نيويورك زوجات الساسة ورجال الأعمال الأمريكيين.
قام الجاسوس السوفيتي ديمتري بولياكوف الذي كان يعمل لصالح الأمريكيين، بتسليم معلومات حول ماريا دوبروفا إلى عملاء مكتب التحقيقات الفيدرالي سنة 1962.
عندما دخل عملاء مكتب التحقيقات الفيدرالي غرفة فندقها، رفضت ماريا الاستسلام وقفزت من شرفة فندق في شيكاغو في يونيو 1962.

## روابط خارجية
- ШПИОН, ЗА КОТОРЫМ ОХОТИЛИСЬ ЧЕТВЕРТЬ ВЕКА
- ДОБРОВА Мария Дмитриевна (псевд. Глен Морреро, Подцески, Мэйси, Кристина, Кристи)